# Miss Mato Grosso 2010
Miss Mato Grosso 2010 foi a 51ª edição do tradicional concurso de beleza feminina de Miss Mato Grosso, válido para a disputa de Miss Brasil 2010, único caminho para o Miss Universo. Este ano dezesseis (16) jovens de diversos municípios do Estado disputaram o título que pertencia à gaúcha - porém representante de Nova Mutum - Mônica Huppes, vencedora da edição anterior.  O certame foi novamente coordenado pelo colunista social Warner Wilon e contou com a apresentação do ator David Cardoso Jr., que teve seu ápice transmitido ao vivo pela TV Rondon direto do Centro de Eventos de Sinop,  na cidade de Sinop.  Na ocasião, sagrou-se campeã a representante de Primavera do Leste, Juliete Janaine Beraldo de Pieri, que foi enfaixada pela então Miss Brasil 2009, Larissa Costa. 

## Resultados

### Colocações
| Posição   | Município e Candidata                    |
| Vencedora | - Primavera do Leste - Juliete de Pieri  |
| 2º. Lugar | - Sinop - Maura Menegon                  |
| 3º. Lugar | - São José do Rio Claro - Aline Dallavia |
| 4º. Lugar | - Várzea Grande - Débora Amorin          |
| 5º. Lugar | - Lucas do Rio Verde - Jocielen Virgínia |

### Prêmios Especiais
O concurso distribuiu os seguintes prêmios: 
| Prêmio         | Município e Candidata                    |
| Miss Simpatia  | - Lucas do Rio Verde - Jocielen Virgínia |
| Miss Fotogenia | - Rainha do Peladão - Ana Paula Surubin  |

## Candidatas
Disputaram o título este ano: 
| - Alta Floresta - Esther Carvalho - Cáceres - Deiva Dobre - Colniza - Rarisa Pollis - Cuiabá - Brisa Fernanda - Diamantino - Prescila Rafaella - Lucas do Rio Verde - Jocielen Virgínia | - Paranatinga - Moane Aguiar - Peixoto de Azevedo - Leilaine Peres - Porto Esperidião - Lucivânia Borges - Primavera do Leste - Juliete de Pieri - São José do Rio Claro - Aline Dallavia | - Sinop - Maura Menegon - Sorriso - Ana Paula Groch - Várzea Grande - Débora Amorin - Vera - Catiane Haubert - Rainha do Peladão - Ana Paula Surubin |